# Fockendorf
Fockendorf ist eine Gemeinde im thüringischen Landkreis Altenburger Land. Sie gehört zur Verwaltungsgemeinschaft Pleißenaue.

## Geographie

### Lage
Der Hauptort Fockendorf befindet sich im Nordosten des Altenburger Lands an der Landesgrenze zu Sachsen rund sieben Kilometer nördlich der Kreisstadt Altenburg und etwa 30 Kilometer südlich von Leipzig. Durch den Nachbarort Treben führt die Bundesstraße 93.

### Gemeindegliederung
Zum Hauptort Fockendorf gehören die unmittelbar nordwestlich gelegene Ortslage Kleintreben und der etwa 1,5 Kilometer östlich gelegene Ortsteil Pahna.

### Nachbargemeinden
An den Ort grenzen im Uhrzeigersinn die Stadt Borna mit den Ortsteilen Thräna und Wyhra und die Stadt Frohburg mit dem Ortsteil Benndorf im sächsischen Landkreis Leipzig sowie Windischleuba und Treben im Landkreis Altenburger Land.

### Gewässer

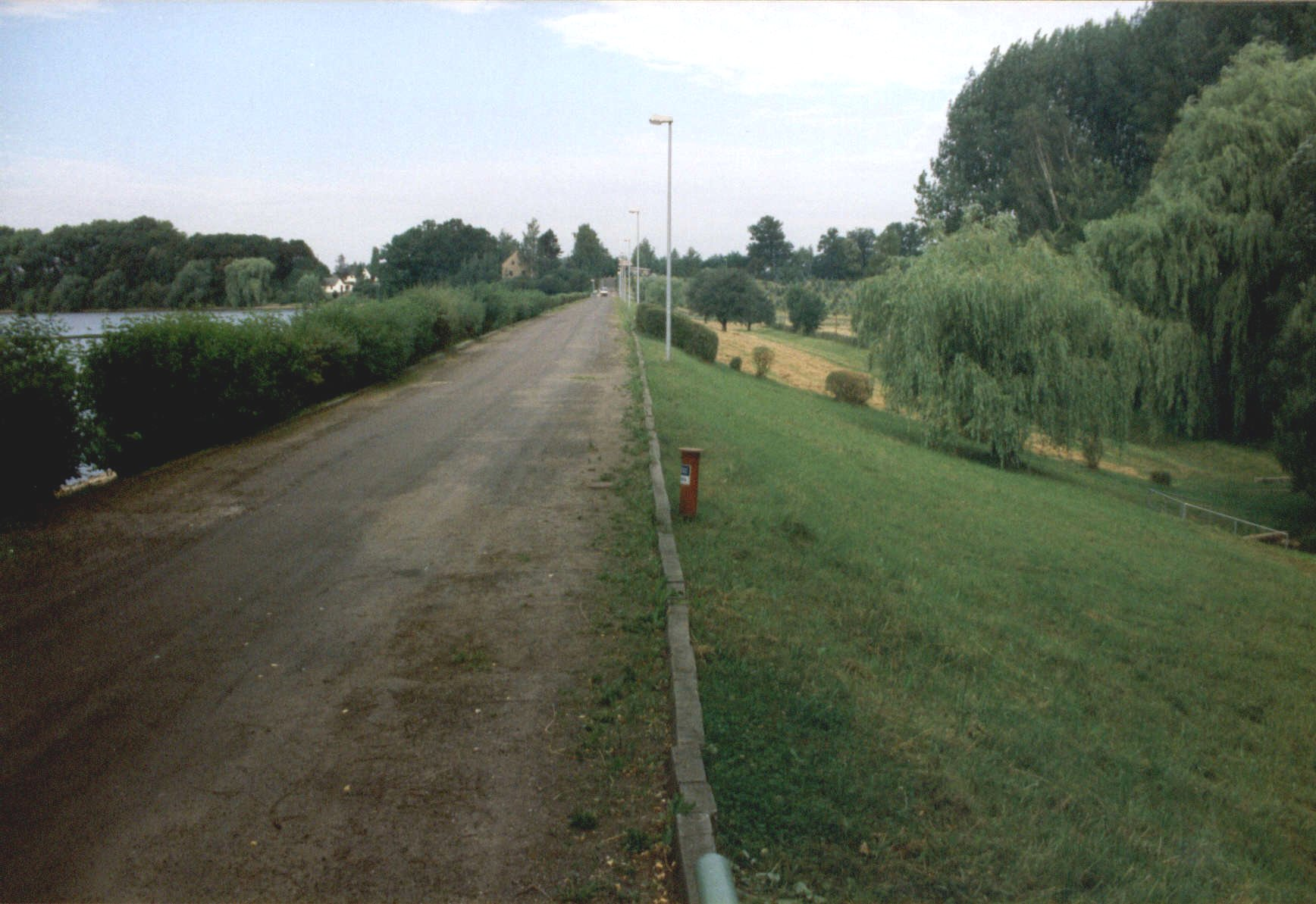
Talsperre Windischleuba

Fockendorf liegt im Tal der Pleiße. Dicht südlich der Ortslage wird der Fluss durch die Talsperre Windischleuba aufgestaut. Nach dem Ende der Braunkohleförderung wurde der Badesee Pahna mit einer Fläche von etwa 220 Hektar als Naherholungsgebiet angelegt.

### Berge
Höchste Erhebungen um Fockendorf sind der landwirtschaftlich genutzte Wustenberg (187,8 m ü. NN) und der bewaldete Teichberg (183,4 m ü. NN).

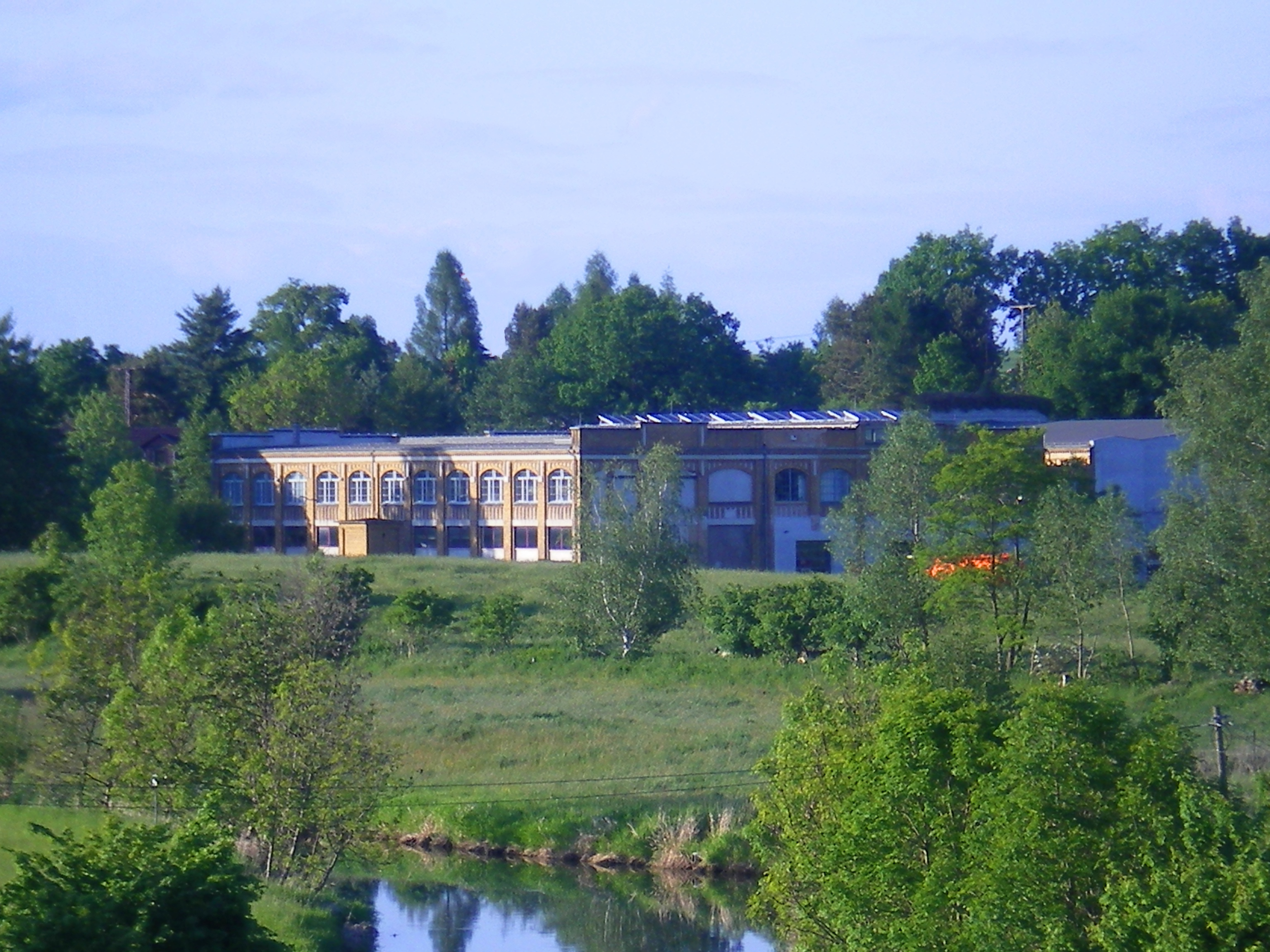
Papierfabrik von der Talsperre Windischleuba aus gesehen

## Geschichte
Im Jahr 1272 wurde Fockendorf das erste Mal urkundlich erwähnt, der Ortsteil Pahna allerdings bereits 1227. 1445 bestand der Ort aus 15 Höfen. Der Ortsname ist im Gegensatz zu den umliegenden Siedlungen deutschen Ursprungs und bedeutet so viel wie "Dorf des Vokko". Kirchlich gehört Fockendorf zur Pfarrei Treben. Das Dorf wird von der Pleiße tangiert und 1445 wurde hier erstmals eine Mühle urkundlich erwähnt.
Fockendorf gehörte zum wettinischen Amt Altenburg, welches ab dem 16. Jahrhundert aufgrund mehrerer Teilungen im Lauf seines Bestehens unter der Hoheit folgender ernestinischer Herzogtümer stand: Herzogtum Sachsen (1554 bis 1572), Herzogtum Sachsen-Weimar (1572 bis 1603), Herzogtum Sachsen-Altenburg (1603 bis 1672), Herzogtum Sachsen-Gotha-Altenburg (1672 bis 1826). Bei der Neuordnung der Ernestinischen Herzogtümer im Jahr 1826 kam der Ort wiederum zum Herzogtum Sachsen-Altenburg. Nach der Verwaltungsreform im Herzogtum gehörte Fockendorf bezüglich der Verwaltung zum Ostkreis (bis 1900) bzw. zum Landratsamt Altenburg (ab 1900). Fockendorf gehörte ab 1918 zum Freistaat Sachsen-Altenburg, der 1920 im Land Thüringen aufging. 1922 kam der Ort zum Landkreis Altenburg.
Am 1. Juli 1950 wurde die bis dahin eigenständige Gemeinde Pahna eingegliedert.
Bei der zweiten Kreisreform in der DDR wurden 1952 die bestehenden Länder aufgelöst und die Landkreise neu zugeschnitten. Somit kam der Ort mit dem Kreis Altenburg an den Bezirk Leipzig. 1990 wurde Fockendorf mit dem Landkreis Altenburg, der 1994 im Landkreis Altenburger Land aufging, wieder thüringisch.
Von 1692 bis 1995 gab es im Ort eine Papiermühle, die 1861 mit der Inbetriebnahme einer Papiermaschine zur Papierfabrik wurde. Die Rohstoffzufuhr und der Absatz ihrer Produkte erfolgte über eine fast zwei Kilometer lange und 1898 errichtete Drahtseilbahn, die einen Anschluss zur Bahnstrecke Leipzig–Hof herstellte und deren Reste noch heute im Gelände erkennbar sind. 1946 wurde die Fabrik, zu der seit 1880 auch eine Braunkohlengrube in Pahna gehörte, auf Befehl der sowjetischen Militäradministration vollständig demontiert und als Reparationsleistung in die Sowjetunion verbracht. Der Betrieb wurde jedoch weiter geführt und 1949 ging wieder eine Papiermaschine in Betrieb. Nach Stilllegung der Fabrik 1995 übernahm die Gemeinde Fockendof das Betriebsgelände. In den Jahren 2000 und 2001 wurde ein großer Teil der Fabrikgebäude abgerissen, in den verbliebenen Gebäuden befindet sich heute das Feuerwehrhaus der Freiwilligen Feuerwehr, mehrere Firmen und ein Heimat- und Papiermuseum, zu dem auch ein Kleinwasserkraftwerk gehört.  In der Papierfabrik und in umliegenden Bauernwirtschaften wurden zur Zeit des Nationalsozialismus 60 ausländische Gefangene als Zwangsarbeiter eingesetzt. Seit 1952 war Fockendorf Sitz einer Landwirtschaftlichen Produktionsgenossenschaft.

### Entwicklung der Einwohnerzahl
| - 1583 – 135 - 1847 – 336 - 1880 – 351 - 1994 – 913 - 1995 – 913 - 1996 – 914 - 1997 – 926 | - 1998 – 965 - 1999 – 984 - 2000 – 988 - 2001 – 974 - 2002 – 971 - 2003 – 951 - 2004 – 925 | - 2005 – 917 - 2006 – 905 - 2007 – 900 - 2008 – 887 - 2009 – 867 - 2010 – 852 - 2011 – 838 | - 2012 – 829 - 2013 – 822 - 2014 – 806 - 2015 – 799 - 2016 – 791 - 2017 – 792 - 2018 – 802 | - 2019 – 803 - 2020 – 782 - 2021 – 784 - 2022 – 779 - 2023 – 771 |

Datenquelle: bis 1880 Löbe, ab 1994 Thüringer Landesamt für Statistik, Ortschronik Fockendorf 1997

## Politik

### Bürgermeister
Bürgermeister ist seit der Wahl am 27. Juni 2004 Karsten Jähnig von der Liste der Freiwilligen Feuerwehr. Er wurde 2010, 2016 und zuletzt 2022 mit einer Mehrheit von 98,5 % bei einer Wahlbeteiligung von 51,8 % (−7,3 %p) im Amt bestätigt. Zu Stande kam das Ergebnis dadurch, dass es keine Gegenkandidaten gab und lediglich fünf Wahlberechtigte einen eigenen Wahlvorschlag unterbreiteten. Vorheriger Bürgermeister war der ebenfalls auf der Liste der Freiwilligen Feuerwehr kandidierenden Dietrich Bauer.

### Gemeinderat
Seit der Kommunalwahl vom 25. Mai 2014 setzt sich der Gemeinderat wie folgt zusammen:
- Feuerwehrverein – 7 Sitze (87,2 %)
- CDU – 1 Sitz (12,8 %)

Die Wahlbeteiligung lag bei 62,7 % (−2,2 %).

## Wirtschaft und Infrastruktur

### Wasserver- und Abwasserentsorgung
Die Aufgaben der Wasserver- und Abwasserentsorgung hat die Gemeinde dem Zweckverband Wasserver- und Abwasserentsorgung Altenburger Land übertragen.

## Kultur und Sehenswürdigkeiten
Der Ort hat mit einer Schilderung im Neuen Pitaval Eingang in die Kriminalgeschichte gefunden. Der Bericht Die Müllerin von Fockendorf schildert zunächst die Besonderheiten des Altenburger Landes: „Wie die Bauern im Altenburgischen, fast die einzigen im mittlern Deutschland, ihre uralte Tracht bis zu dieser Stunde beibehalten haben, so hat sich unter ihnen auch noch Manches erhalten, was dem Wechsel des Geschmacks, der Gewohnheit und des Besitzes widerstand. Namentlich läßt sich der Besitz der Bauerngüter bei denselben Familien durch viele Jahrhunderte nachweisen; ja schon zu Ausgang des 17. Jahrhunderts rechnete man nach, daß gewisse Höfe und Mühlen durch dreihundert Jahre in directer Erbfolge von Vater auf Sohn übergegangen waren. Im Dorfe Fockendorf an der Pleiße, unfern der Leipziger Straße, befand sich eine solche Mehl-Mühle, welche erweislich seit 1450, und wahrscheinlich noch länger der Familie Lange angehört und von ihr benutzt worden. Thomas Lange, ihr Besitzer zum Ausgang des 17. Jahrhunderts, verheirathete sich 1675, indem er sein Weib Marie ebenfalls aus einer alten, ehrbaren und angesehenen Bauerfamilie des Altenburgischen nahm“. Dann wird ein unnatürlicher Todesfall im Jahr 1689 geschildert. Demnach habe die Müllerin ‘in sehr vertrautem Verhältniß’ zum Knecht gestanden, mit ihm zusammen den Gatten im Schlaf überwältigt, erdrosselt und seinen Selbstmord vortäuschend, aufgeknüpft. Der Prozess fand beide schuldig. Die Einlassung, der Müllermeister sei beim Mahlstein und im ehelichen Bett wenig fleißig gewesen, wirkte sich nicht strafmildernd aus. „Ungeachtet aller dieser Weiterungen ward der Proceß so schnell erledigt, daß die Hinrichtung schon am 17. August desselben Jahres stattfand. Nachdem beide Delinquenten vor dem öffentlich gehegten peinlichen Halsgerichte bei ihrem freiwilligen Bekenntniß verharrt, ward Marie Lange unweit Fockendorf auf dem Primmelwitzer Anger an der Pleiße in einen Sack gesteckt und ersäuft. Später ward ihr Körper auf der Gerichtsstelle, an der Leipziger Straße vergraben. Martin Müller ward ebendaselbst mit dem Rade von oben gestoßen und sein Körper aufs Rad geflochten neben der Müllerin Grabe. Beide starben bußfertig, unter Bezeugung herzlicher Reue. Noch am selben Tage der Execution ward aus dem Fürstlich Sächsischen Amte Altenburg ein Actenauszug gefertigt und in Druck gegeben, zur Beglaubigung der wahrhaften Thatsachen“.
Durch die Lage an der Talsperre Windischleuba und dem Naherholungsgebiet Pahna ist Fockendorf für den Tourismus im Landkreis bedeutsam.

### Papiermuseum Fockendorf

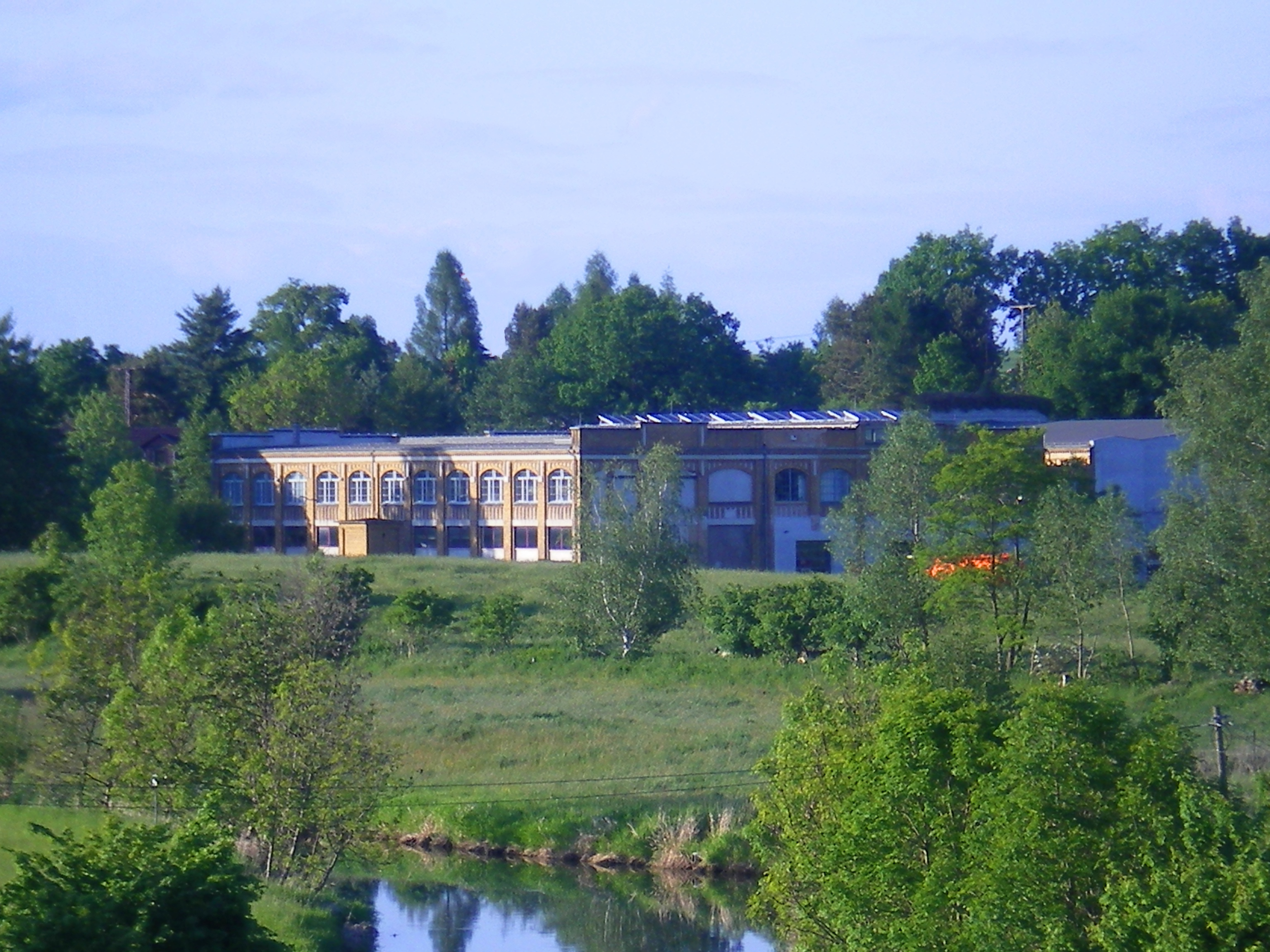
Papierfabrik in Fockendorf

Die ehemalige Papierfabrik beherbergt als technisches Denkmal heute das Heimat- und Papiermuseum Fockendorf, betrieben vom Traditionsverein Papierfabrik Fockendorf e. V. Unter anderem verfügt es über eine Handschöpferei und eine Sammlung originaler Handbüttenpapiere ab dem 16. Jahrhundert. Weiterhin ist eine Versuchspapiermaschine aus der ehemaligen Ingenieurschule in Altenburg, die dort den Studenten zur Durchführung von Versuchen diente, in Betrieb. Mit weiteren Geräten wie einem Turbolöser (Pulper), einer Steilkegelmühle, einer Reihe von Bütten, Wasserbehältern und einem Kalander sind alle wesentlichen Bestandteile zur Papierherstellung vorhanden.

## Söhne und Töchter der Gemeinde
- Gerhard Brinkmann, Grafiker und Karikaturist, geb. 19. August 1913 in Fockendorf, gest. 26. Mai 1990 in Mannheim.